# Pestsäule Traiskirchen

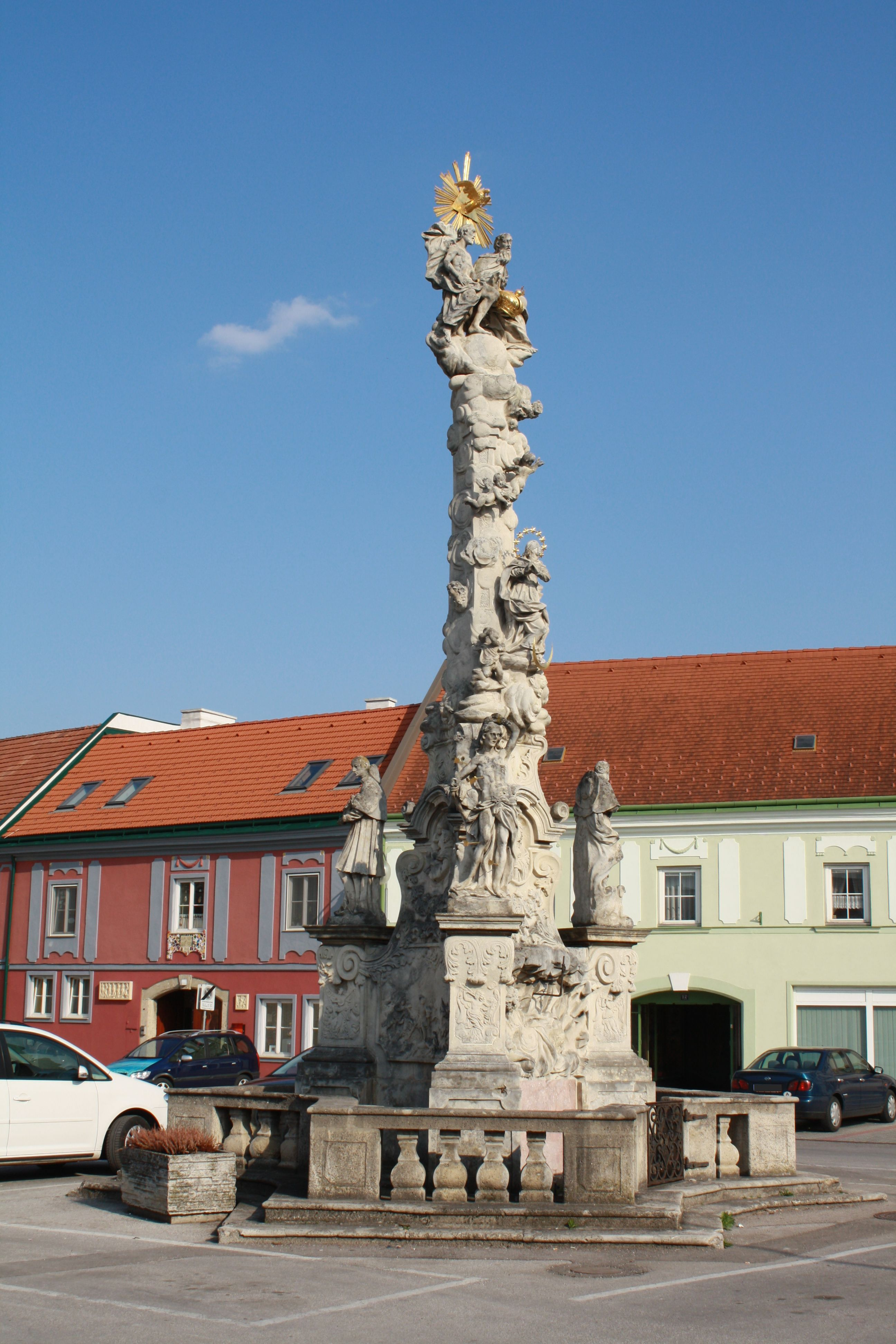
Pestsäule im Hauptplatz von Traiskirchen

Die Pestsäule Traiskirchen steht frei im Hauptplatz der Stadtgemeinde Traiskirchen im Bezirk Baden in Niederösterreich. Die Pestsäule steht unter Denkmalschutz (Listeneintrag).

## Geschichte
Anlässlich der Pest von 1713 wurde die Pestsäule laut Chronogramm 1722 errichtet. 1822 wurde die Pestsäule restauriert und mit einer Balustrade umgeben. 1945 sind sechs Figuren von der Balustrade verschwunden. Die Pestsäule wurde 1987 restauriert.

## Beschreibung
Die Pestsäule als Wolkenpyramide zeigt auf dem Postament mit Ornamenten die Reliefs Mariä Verkündigung, hl. Rosalia, Verlobung der hl. Katharina, Mannaregen, Sieg Davids über Goliath, musizierende Engel sowie Medaillons mit den Heiligen Petrus, Judas Thaddäus und Antonius von Padua. Auf Sockeln vorgestellt stehen die Figuren der Heiligen Sebastian, Rochus von Montpellier und Karl Borromäus. An der Säule steht die Figur Maria auf Wolken schwebend. Auf der Säule steht die Figur hl. Dreifaltigkeit.